# Calau galtabrú
El calau galtabrú o calau de galtes brunes (Bycanistes cylindricus) és una espècie d'ocell de la família dels buceròtids (Bucerotidae) que habita boscos de Costa d'Ivori, Ghana, Guinea Libèria i Sierra Leone.